# Lukanani
Lukanani (Cichla ocellaris) är en fiskart som beskrevs av Bloch och Schneider, 1801. Lukanani ingår i släktet Cichla och familjen Cichlidae. Inga underarter finns listade i Catalogue of Life.